# Nate Prosser
Nathanael Christian „Nate“ Prosser (* 7. Mai 1986 in Elk River, Minnesota) ist ein ehemaliger US-amerikanischer Eishockeyspieler. Der Verteidiger bestritt zwischen 2010 und 2021 über 300 Partien für die Minnesota Wild, St. Louis Blues und Philadelphia Flyers in der National Hockey League (NHL).

## Karriere
Nate Prosser begann seine Karriere als Eishockeyspieler bei den Sioux Falls Stampede, für die er von 2003 bis 2006 in der Juniorenliga United States Hockey League aktiv war. Anschließend besuchte er vier Jahre lang das Colorado College, für deren Eishockeymannschaft er parallel in der Western Collegiate Hockey Association spielte. 2010 wurde er in das All-Academic Team sowie das zweite All-Star Team der WCHA gewählt. Daraufhin erhielt er am 18. März 2010 einen Vertrag als Free Agent bei den Minnesota Wild, für die er gegen Ende der Saison 2009/10 sein Debüt in der National Hockey League gab. Bis Saisonende bereitete er in drei Spielen ein Tor vor. In der folgenden Spielzeit lief der US-Amerikaner überwiegend für Minnesotas Farmteam Houston Aeros in der American Hockey League auf und scheiterte mit der Mannschaft erst im Finale um den Calder Cup an den Binghamton Senators, während er für Minnesota nur zwei Mal in der NHL auf dem Eis stand. In der Saison 2011/12 lief er erstmals überwiegend in der NHL für die Minnesota Wild auf.
Nach vier Jahren wurde sein Vertrag in Minnesota nicht verlängert, sodass er sich im Juli 2014 den St. Louis Blues anschloss. Dort konnte er sich in der Saisonvorbereitung nicht durchsetzen und kehrte, ohne ein Pflichtspiel absolviert zu haben, über den Waiver nach Minnesota zurück. Im Sommer 2017 wurde sein auslaufender Vertrag von den Wild erneut nicht verlängert, sodass er im August 2017 abermals einen Zweijahresvertrag bei den St. Louis Blues unterzeichnete. Im Gegensatz zur Situation vor drei Jahren bestritt Prosser diesmal bis Ende November 2017 eine Partie für die Blues, ehe er erneut über den Waiver nach Minnesota zurückkehrte.
Im Juli 2019 wechselte Prosser als Free Agent zu den Philadelphia Flyers, bei denen er einen Zweijahresvertrag erfüllte, der im Sommer 2021 nicht verlängert wurde. Anschließend verkündete er im Januar 2022 das Ende seiner aktiven Karriere, in der 360 NHL-Partien bestritten hatte.

## Erfolge und Auszeichnungen
- 2010 WCHA All-Academic Team
- 2010 WCHA Second All-Star Team

## Karrierestatistik
(Legende zur Spielerstatistik: Sp oder GP = absolvierte Spiele; T oder G = erzielte Tore; V oder A = erzielte Assists; Pkt oder Pts = erzielte Scorerpunkte; SM oder PIM = erhaltene Strafminuten; +/− = Plus/Minus-Bilanz; PP = erzielte Überzahltore; SH = erzielte Unterzahltore; GW = erzielte Siegtore; 1 Play-downs/Relegation; Kursiv: Statistik nicht vollständig)